# 動力噴霧器
動力噴霧器（どうりょくふんむき）は、液体の農薬を散布する機械で、ガソリンや電気などの動力を用いる点で手動式と異なり、農業機械としてはプロ用であったが、最近はホームセンターでも販売されている。一般に「動噴（どうふん）」と呼ばれている。大型のものは無線操縦タイプのものもあり、「ラジコン動噴」と呼ばれる。
完全なセットとして専業メーカーでも作られているが、動力部（エンジン）と噴霧器部分を別々に購入して小規模農機具店などでもセットして販売されるため、ユーザーにとって製造業者が分かりにくいこともある。